# Sulfat de sodi
El sulfat de sodi (antigament sulfat sòdic) és un compost químic, una sal de fórmula química {\displaystyle {\ce {Na2SO4}}}, constituïda per cations sodi {\displaystyle {\ce {Na+}}} i anions sulfat {\displaystyle {\ce {SO4^2-}}}. És una substància incolora, cristal·lina, amb bona solubilitat en aigua i poca solubilitat en la majoria dels dissolvents orgànics, amb excepció de la glicerina. El seu decahidrat {\displaystyle {\ce {Na2SO4.10H2O}}} és conegut des del segle XVII com a sal de Glauber, pel seu descobridor, l'alquimista Johann Rudolph Glauber. El sulfat de sodi s'empra com additiu als detergents i en la fabricació de vidre. També s'empra com estabilitzant i regulador de l'acidesa en alimentació, codi E514i.

## Històric

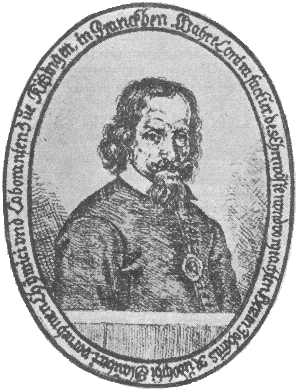
Johann Rudolph Glauber.

El sulfat de sodi és part essencial dels minerals trobats en moltes aigües minerals i té propietats astringents. L'alquimistaJohann Rudolph Glauber (1604-1670) descobrí el sulfat de sodi el 1648 precisament a l'aigua mineral. Fou quan tenia vint-i-un anys que, viatjant cap a Viena, es trobà malament i begué una aigua mineral que li llevà el mal. Interessat per la seva composició posteriorment l'analitzà i descobrí que contenia una sal desconeguda que anomenà sal Mirabile, del llatí mirabilis, ‘miraculós, extraordinari’. Pel seu descobridor, el sulfat de sodi decahidratat {\displaystyle {\ce {Na2SO4.10H2O}}} es conegué com a sal de Glauber.
El descobriment de Glauber del sulfat de sodi a l’aigua mineral es produí en un moment en què la medicina encara es basava en gran manera en assolir l'equilibri de quatre ‘humors’ imaginaris: sang, flegma, bilis groga i bilis negra. Es considerava que la malaltia era el resultat del desequilibri dels humors, de manera que el pacient desafortunat se solia tractar amb extraccions de sang, un emètic per produir vòmits o un laxant per ‘purgar’ el cos de les substàncies desequilibrades. Quan el sulfat de sodi resultà ser un laxant relativament inofensiu, però dramàticament eficaç, començà a emprar-se com a medicina amb el nom de sal mirabilis (sal miraculosa).

## Estat natural i obtenció

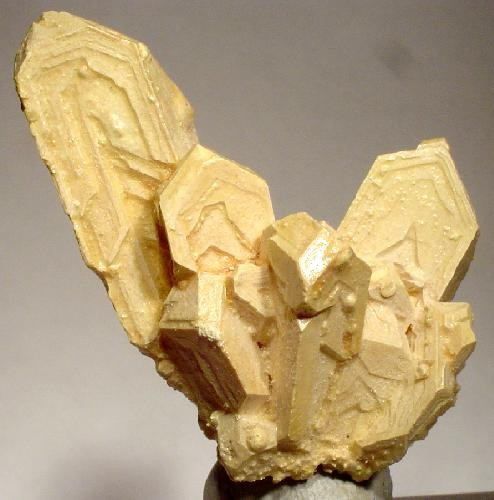
Thenardita Na2SO4 i mirabilita Na2SO4.10H2O.

Sens dubte, l’aigua de la font de la que begué Glauber dissolgué el sulfat de sodi d’un mineral relativament comú que s'anomena mirabilita, descobert el 1842, que és sulfat de sodi decahidratat {\displaystyle {\ce {Na2SO4.10H2O}}}, la vertadera sal de Glauber. L'origen d’aquest mineral cal cercar-lo en els cations sodi alliberats per l'erosió de les roques ígnies, que reaccionen a l’aigua amb dipòsits de sofre. La mirabilita és un mineral abundant, però esquiu, gràcies principalment a què la temperatura de deshidratació no està molt per sobre de la temperatura ambient.
La mirabilita es converteix fàcilment en sulfat de sodi anhidre {\displaystyle {\ce {Na2SO4}}}, el mineral thenardita, ja que la forma hidratada és inestable en atmosfera seca. La reacció que té lloc és:
{\displaystyle {\ce {Na2SO4.10H2O(s) -> Na2SO4(s) + 10 H2O(g)}}}

La mirabilita i la thenardita són sals comunes que es troben als dipòsits d'evaporita marina. Recentment, també hi ha evidències que recolzen la presència de mirabilita a la superfície de Mart i també a la superfície del satèl·lit Europa de Júpiter. El ritme de la deposició de la capa de mirabilita i la composició dels sediments són bons indicadors dels canvis en els climes i ambients antics i actuals de Mart i la Terra.

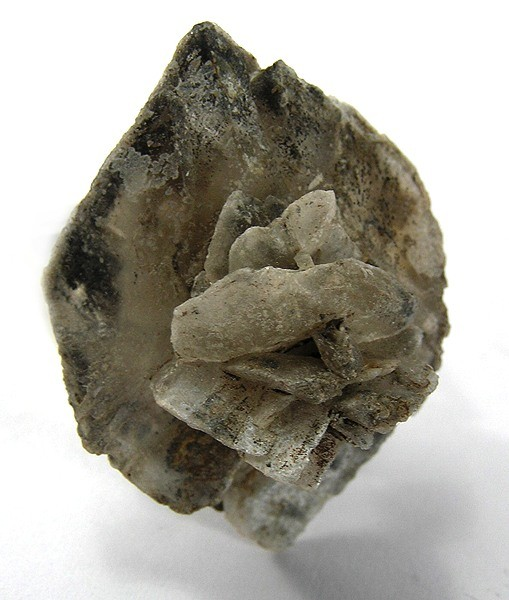
Glauberita Na2Ca(SO4)2.

Durant algun temps al segle xix, el sulfat de sodi es fabricà a partir de clorur de sodi i àcid sulfúric en el procés de Leblanc, com a intermediari per satisfer una demanda creixent de carbonat de sodi {\displaystyle {\ce {Na2CO3}}}, fins que la fabricació fou substituïda pel procés Solvay superior. La primera etapa del procés Leblanc consistia en la reacció:
{\displaystyle {\ce {2 NaCl + H2SO4 -> Na2SO4 + 2 HCl}}}
Actualment, la major part del sulfat de sodi s'obté de mines de glauberita, el sulfat de calci i sodi {\displaystyle {\ce {Na2Ca(SO4)2}}}, i de l'explotació de llacs salats, essent-ne els principals productors les províncies xineses de Jiangsu i Sichuan, seguides d'Espanya, on es troba el jaciment més gran de glauberita de tot el món (a Cerezo del Río Tirón, Burgos). També s'obté com a subproducte en molts processos industrials on es neutralitza l'àcid sulfúric amb hidròxid de sodi segons la reacció:
{\displaystyle {\ce {H2SO4 + 2 NaOH -> Na2SO4 + 2 H2O}}}

## Propietats generals

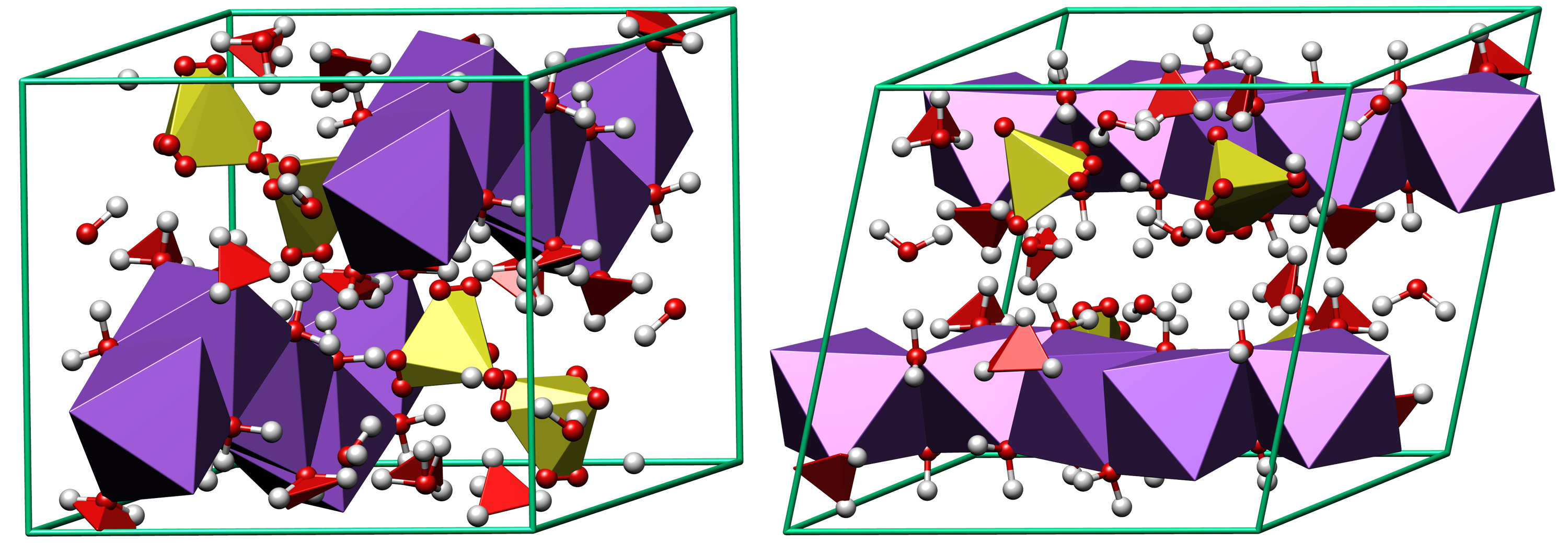
Estructura de la mirabilita Na2SO4.10H2O

El sulfat de sodi es presenta com un sòlid cristal·lí incolor o blanc i és inodor. Té gust salí. Cristal·litza en el sistema ortoròmbic, grup puntual mmm. El seu punt de fusió és de 884 °C i la seva densitat 2,671 g/cm³. En escalfar-se es descompon en òxids de sofre i de sodi. És soluble en aigua dissociant-se en ions {\displaystyle {\ce {Na+}}} i {\displaystyle {\ce {SO4^2-}}}. La seva solubilitat en aigua és de 28,1 g en 100 g d'aigua a 25 °C. és soluble en glicerina i insoluble en etanol.
El sulfat de sodi decahidratat {\displaystyle {\ce {Na2SO4.10H2O}}} es dissol en aigua per refredament de la solució per efecte entròpic. La sal deshidratada, en canvi, allibera energia (exotèrmica) en hidratar-se i dissoldre's. En refredar-se una solució saturada, sovint s'observa sobresaturació. La mirabilita té una fascinant estructura cristal·lina; és una estructura en capes amb cadenes d’octaedres de sodi al llarg de l'eix c que estan separats per tetraedres de sulfat que es connecten entre si mitjançant enllaços per pont d’hidrogen.

## Aplicacions
El sulfat de sodi anhidre té propietats higroscòpiques i, per tant, és utilitzat com dessecant al laboratori o a la indústria química. S'utilitza en la fabricació de la cel·lulosa i com a additiu en la fabricació del vidre. També s'afegeix als detergents per millorar el seu comportament mecànic i hi pot representar una part important del pes total. El 2022 la producció mundial fou d'11.4 milions de tones i es preveu que el 2032 sigui d'unes 16,5 milions de tones.

### Detergents

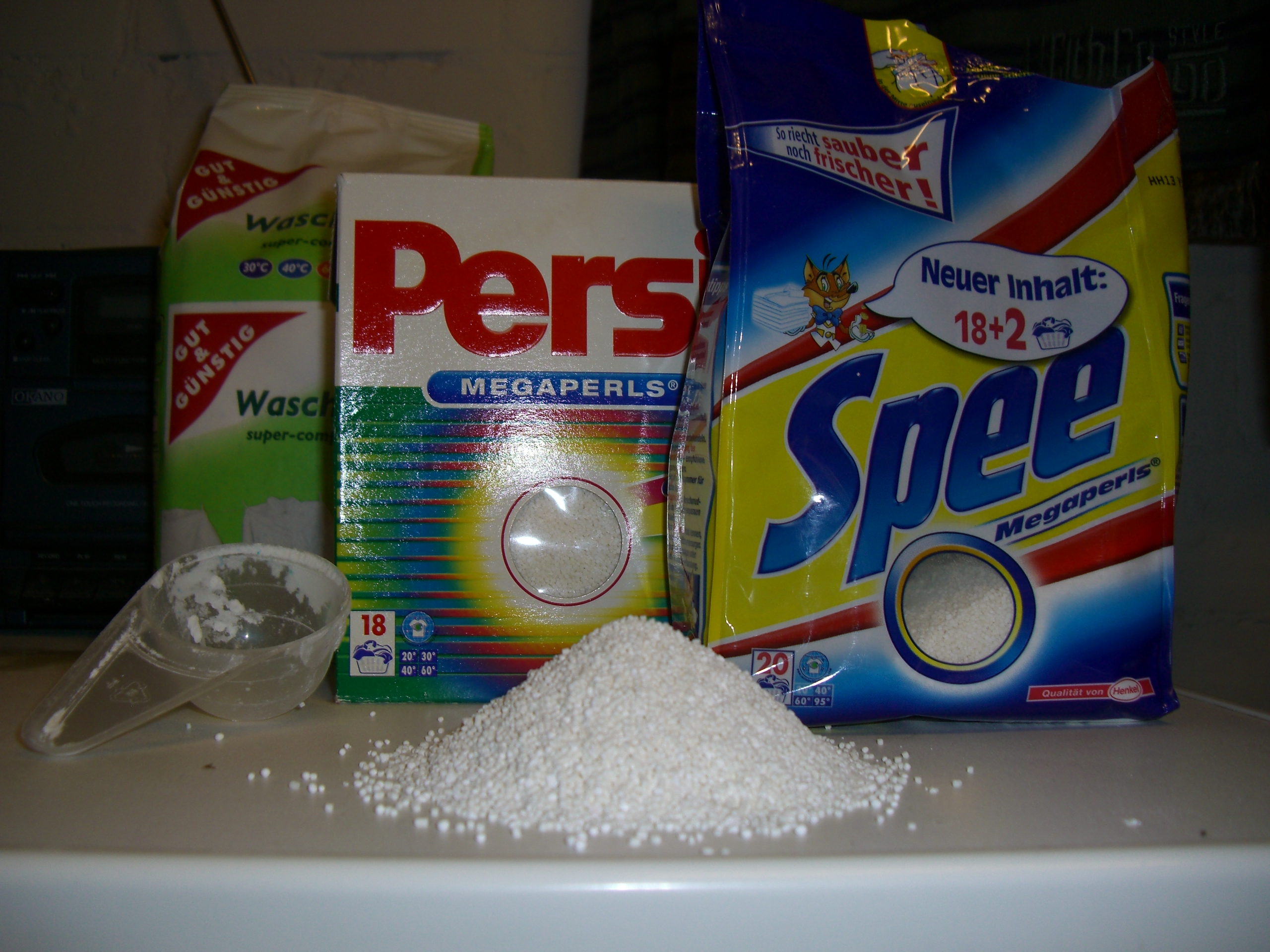
Detergent en pols.

El sulfat de sodi s’utilitza com a farciment o substrat en moltes formulacions de detergents en pols, granulars o sòlids. El 2022 s'emprà un 43 % de la producció mundial en aquesta aplicació. A Amèrica del Nord (Canadà, Estats Units i Mèxic) la caixa mitjana de detergent per a roba de la dècada de 1990 contenia un 20-25 % de sulfat de sodi i algunes marques en contenien fins a un 50 %. És un diluent excel·lent i un material normalitzador, que proporciona bones propietats de flux i millora lleugerament l'eficiència del detergent estabilitzant les propietats col·loidals de la "brutícia" eliminats. També redueix la concentració crítica de micel·les del tensioactiu orgànic, reduint la força a la qual es pot aconseguir un bon rentat. Es processa fàcilment, és neutre, compatible amb tots els altres ingredients detergents, no corrosiu, gairebé inert, no tòxic i no és perillós per al medi ambient. Pot ser molt pur i blanc per ajudar a fer el detergent més atractiu i també es pot produir amb la mida de partícula uniforme desitjada per barrejar-se bé amb els altres materials o dissoldre’s i assecar-se fàcilment per polvorització com a agent de suport. El seu únic inconvenient és que pot ajudar lleugerament a la reposició del sòl eliminat, cosa que redueix una mica la seva contribució neta a l'eficiència del rentatge.
L’ús més gran del sulfat de sodi en aquesta aplicació depèn del mercat de detergents en pols "caixa gran" i aquesta forma de venda d'agents de neteja té molts competidors. Els detergents líquids, els “superconcentrats” d’alta resistència i moltes formulacions especials, com per exemple amb oxidants o enzims, han anat augmentant en popularitat i utilitzen poc o cap quantitat de sulfat de sodi. No obstant això, també hi ha hagut una reformulació del pirofosfat tetrasòdic en lloc del tripolifosfat sòdic (STPP) per tal de reduir possibles problemes ambientals, i això requereix més sulfat de sodi. També s'ha utilitzat per substituir lleugerament zeolites i tensioactius a un preu més alt quan és possible a causa del seu menor cost.

### Indústria tèxtil

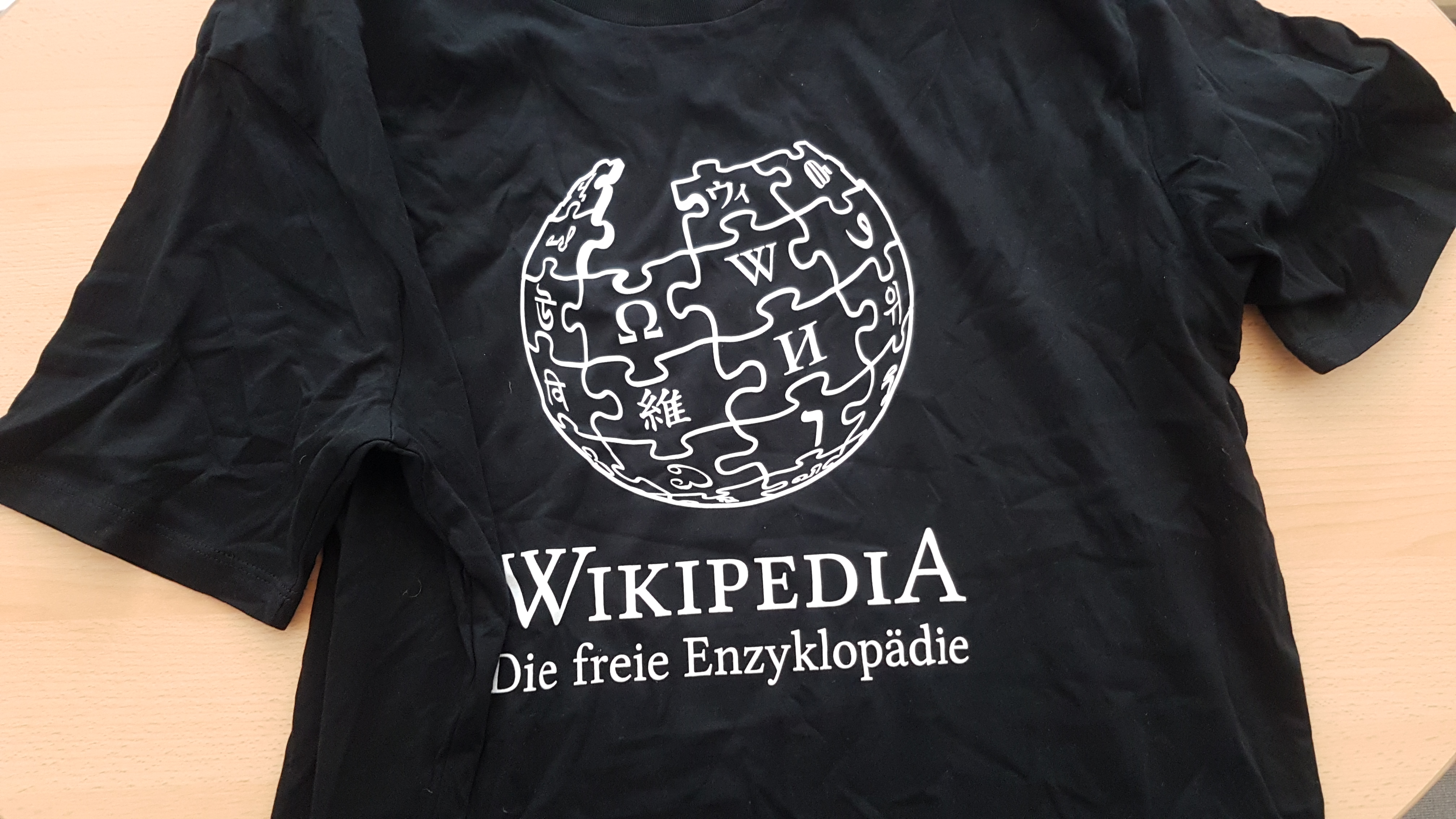
El sulfat de sodi s'empra per tenyir de colors foscs.

El sulfat de sodi s’utilitza en moltes aplicacions per a la tintura de tèxtils. El 2022 la quantitat de sulfat de sodi que s'emprà en aquesta indústria fou el 20 % de la producció mundial. Quan la llana o el cotó es tenyeixen de colors àcids a temperatures properes al punt d’ebullició, el bany de tintura pot contenir fins a un 5-10 % de sulfat de sodi (del pes de la fibra introduïda al bany). S'utilitza més sulfat de sodi amb colors foscos que quan es tenyeixen teixits de colors més clars. Alguns agents de retardació i retardació de colorants catiònics per a acrílics i mescles de fibres també es poden utilitzar amb fins a un 10 % de sulfat de sodi del pes de la fibra. El sulfat de sodi ajuda a produir un color més "nivell" i una millor distribució del colorant a la fibra (millorant la "normalització" del colorant), permetent una força de colorant més diluïda però igualment eficaç i formant una solució de força iònica més uniforme. Normalment augmenta la solubilitat del colorant en la solució, però en presència del teixit ajuda a "salar" el colorant i a unir-lo a la fibra. Es pot barrejar amb colorants concentrats abans d’afegir-los a les tines per fer-los més fàcils de mesurar i precipita amb alguns contaminants orgànics. Finalment, és molt menys corrosiu per a l'equip de tintura que la sal o altres soluts que s’han utilitzat en el passat amb els mateixos propòsits.

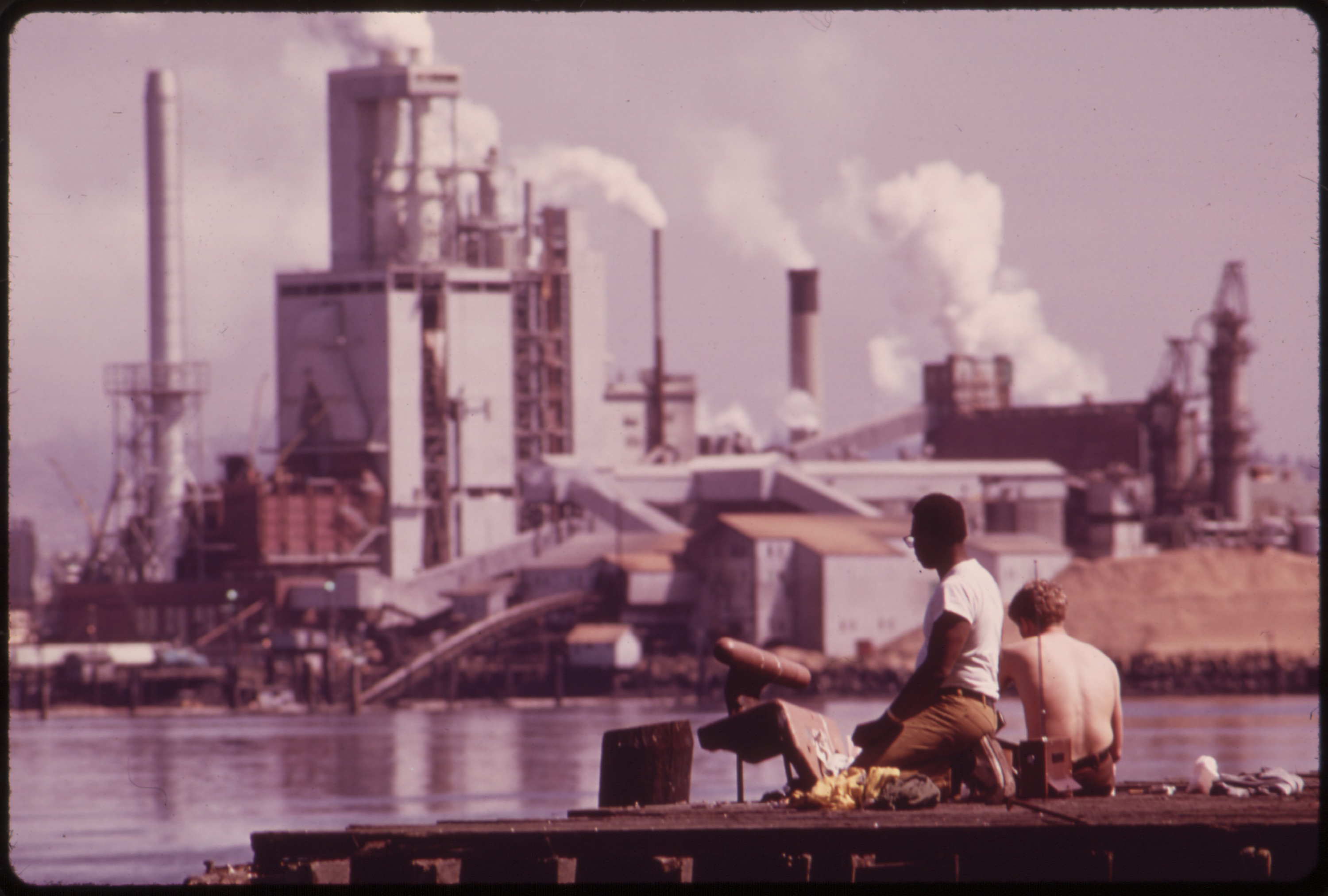
Indústria paperera el 1973.

### Indústria paperera
El mètode dominant de convertir les estelles de fusta en paper és el procés kraft també anomenat del sulfat. La principal matèria primera química utilitzada en aquest procés és el sulfat de sodi, tot i que es converteix en la solució real de pasta a principalment hidròxid de sodi, sulfur de sodi i carbonat de sodi. L'any 2022 s'hi destinà l'11 % de la producció mundial.

### Vidre

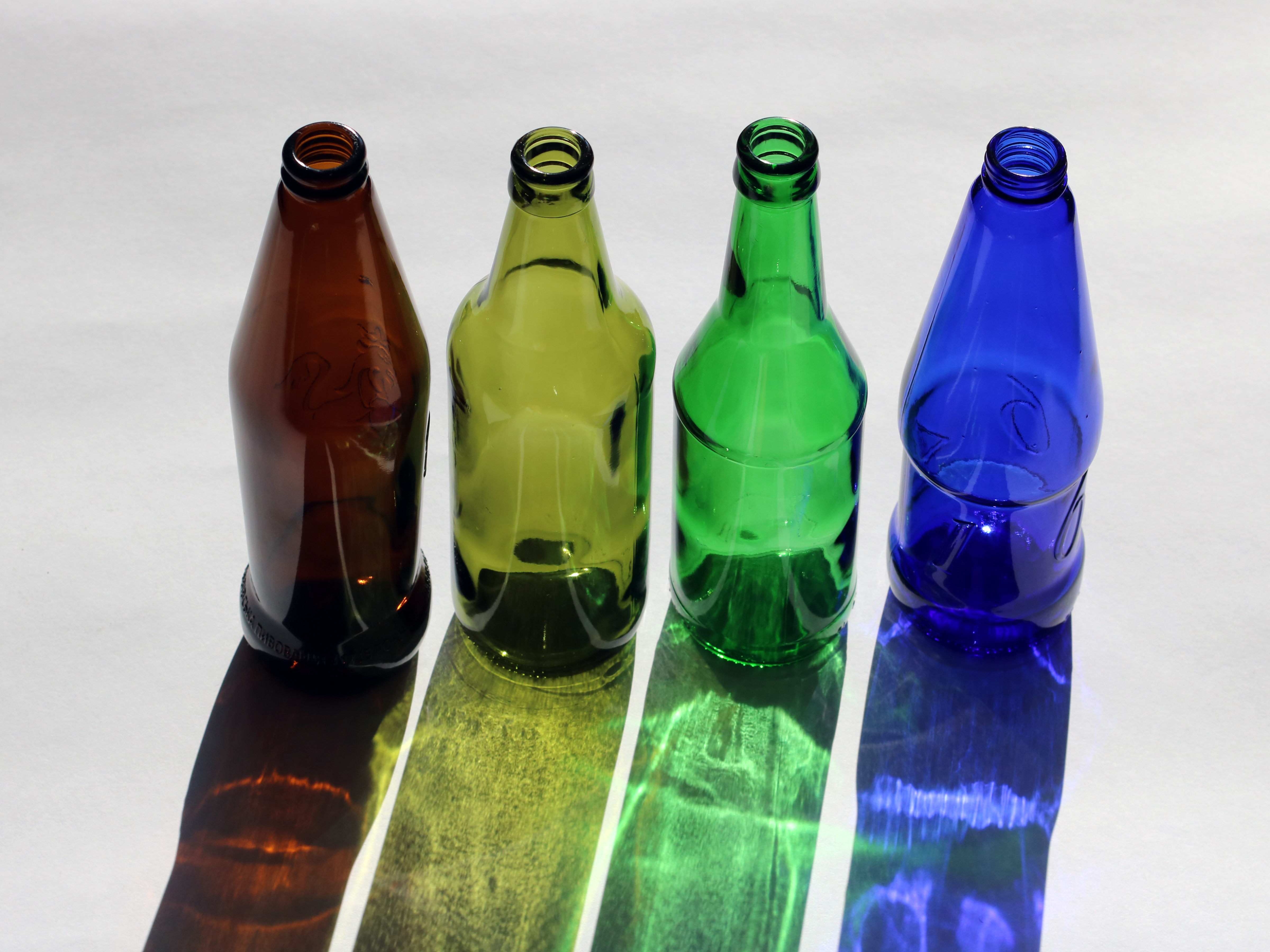
Botelles de vidre.

El 10 % de la producció mundial el 2022 s'emprà en la producció de vidre. S'empren quantitats petites de sulfat de sodi en la fabricació de vidre, amb una mitjana aproximada de l'1 % de la càrrega del vidre envàs i del 0,5 % del vidre pla. Proporciona diversos avantatges; per exemple, una petita quantitat és útil per reaccionar amb i, per tant, limitar la formació d'escumes de sílice a la superfície de la fosa. Una petita quantitat també tendeix a augmentar la velocitat de fusió de la càrrega original, ajuda a reduir la quantitat de sòlids petits no fosos a la massa fosa (i per tant inhibeix la cristal·lització) i millora la treballabilitat (reduint la viscositat) del vidre d'alta sílice i el vidre es formen en formes més complexes. Aquests factors ajuden en el procés de formació millorant l'alliberament i l'eliminació de la "fina", o fins a cert punt la solució) dels gasos que queden atrapats al lot o generats durant la fusió. Quan s’utilitzen quantitats més grans de sulfat de sodi, sovint s’afegeix carboni amb ell per ajudar a produir diòxid de sofre, que ajuda a eliminar petites bombolles de gas arrossegades a la massa fosa. El sulfat de sodi en general suprimeix el color rosat de qualsevol impuresa de seleni que pugui haver-hi i és un ingredient necessari per a algunes ulleres especials. Normalment també és lleugerament menys costós que la sosa i es pot utilitzar com a substitució d’una petita quantitat al lot.

### Altres
En la industria alimentària sempra el sulfat de sodi com a regulador de l'acidesa i estabilitzant. El seu codi alimentari és E-514i. S'empra en verdures en conserva, fruites enllaunades, gelats, patés, farines, pastisseria, cerveses, vins i licors.
El sulfat de sodi és un laxant hipertònic que augmenta la pressió osmòtica en la llum intestinal, provocant l'eliminació d'aigua cap a l'interior de l'intestí i un augment de la pressió hidroestàtica que, al seu torn, estimula el peristaltisme. És un agent utilitzat per a la neteja de l'intestí abans d'una colonoscòpia o d'un examen de raigs X amb ènema de bari.